# William Penn
William Penn (London, 1644. október 14. – Berkshire, 1718. július 30.) Pennsylvania tartomány, a korábbi amerikai kolónia és a későbbi egyesült államokbeli állam kizárólagos alapítója és tulajdonosa. A demokrácia korai bajnokaként és a vallásszabadság harcosaként ismerték, ezenkívül híressé vált a lenape indiánokkal kötött szerződése.
William Penn az Egyesült Államok egyik alapítója volt, és közülük is az egyetlen, aki demokratikus alkotmánnyal képzelte azt el. Hatalmas tartomány birtokosa volt 1776 előttig. Jóval megelőzve korát, Penn szorgalmazta az egyes kolóniák egyesülését, amely végül létre is jött az Egyesült Államok megszületésekor. A demokratikus elvek, amiket megvalósított Pennsylvania tartományban az amerikai alkotmány megalkotásakor fontos mérföldkőnek számítottak. Békepárti  kvékerként Pennt rendkívül foglalkoztatták a háború és béke aspektusai és egy egyesült Európa lehetséges terve.

## Kapcsolódó szócikk
- Az Amerikai Egyesült Államok irodalma